# Sundische Wiesen

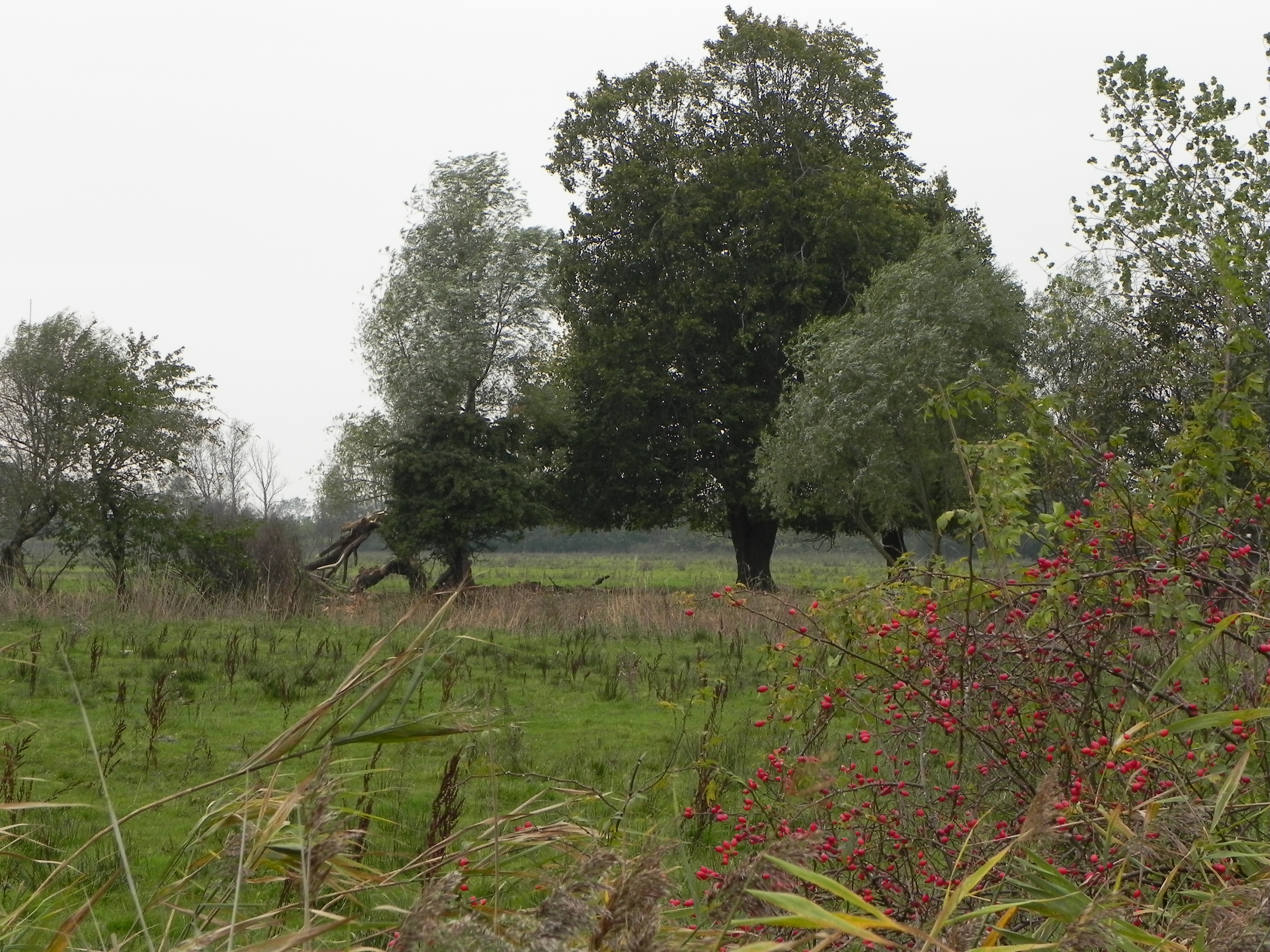
Naturbelassene Landschaft auf den Sundischen Wiesen

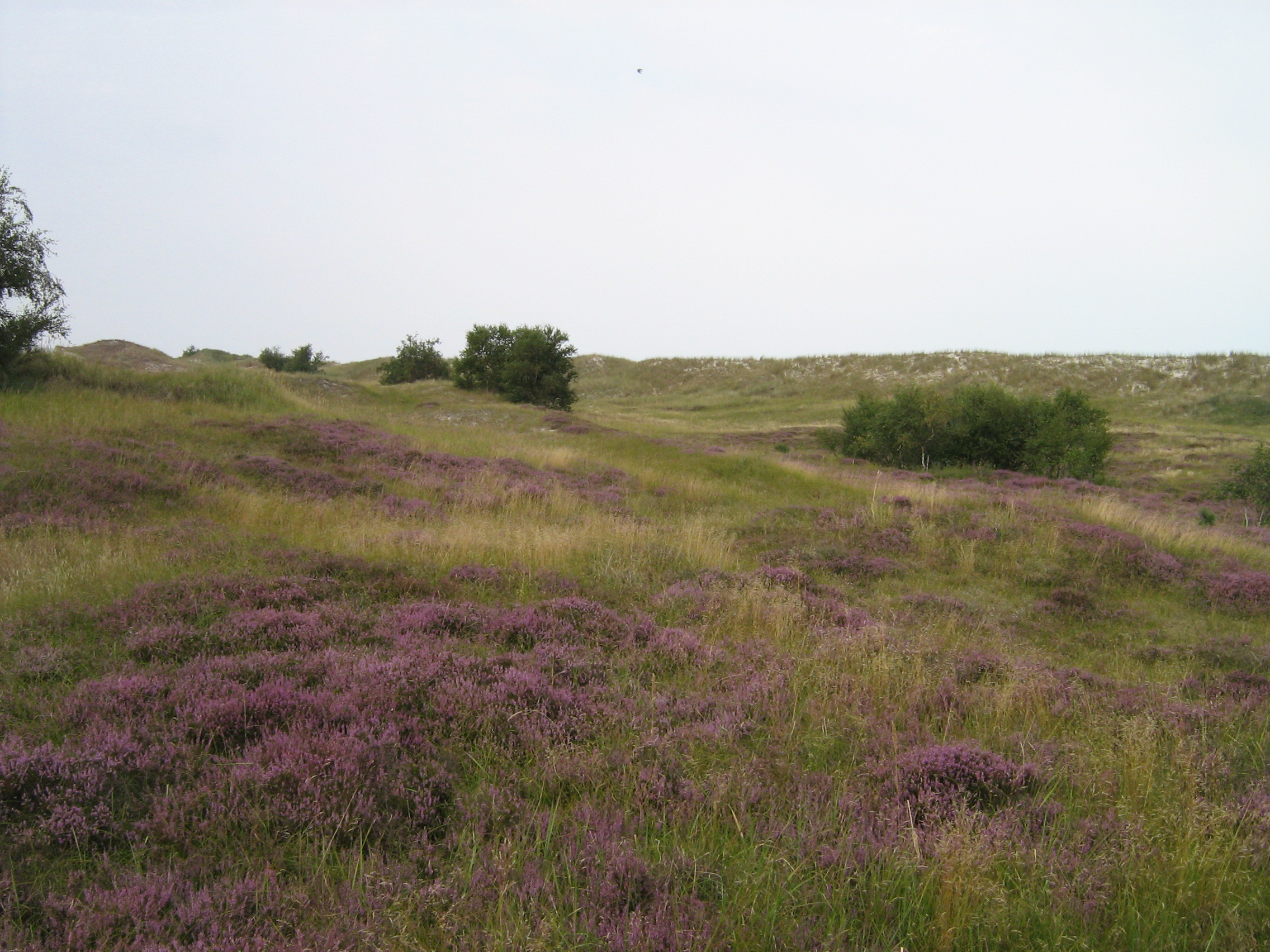
Die Sundischen Wiesen kurz hinter der Hohen Düne

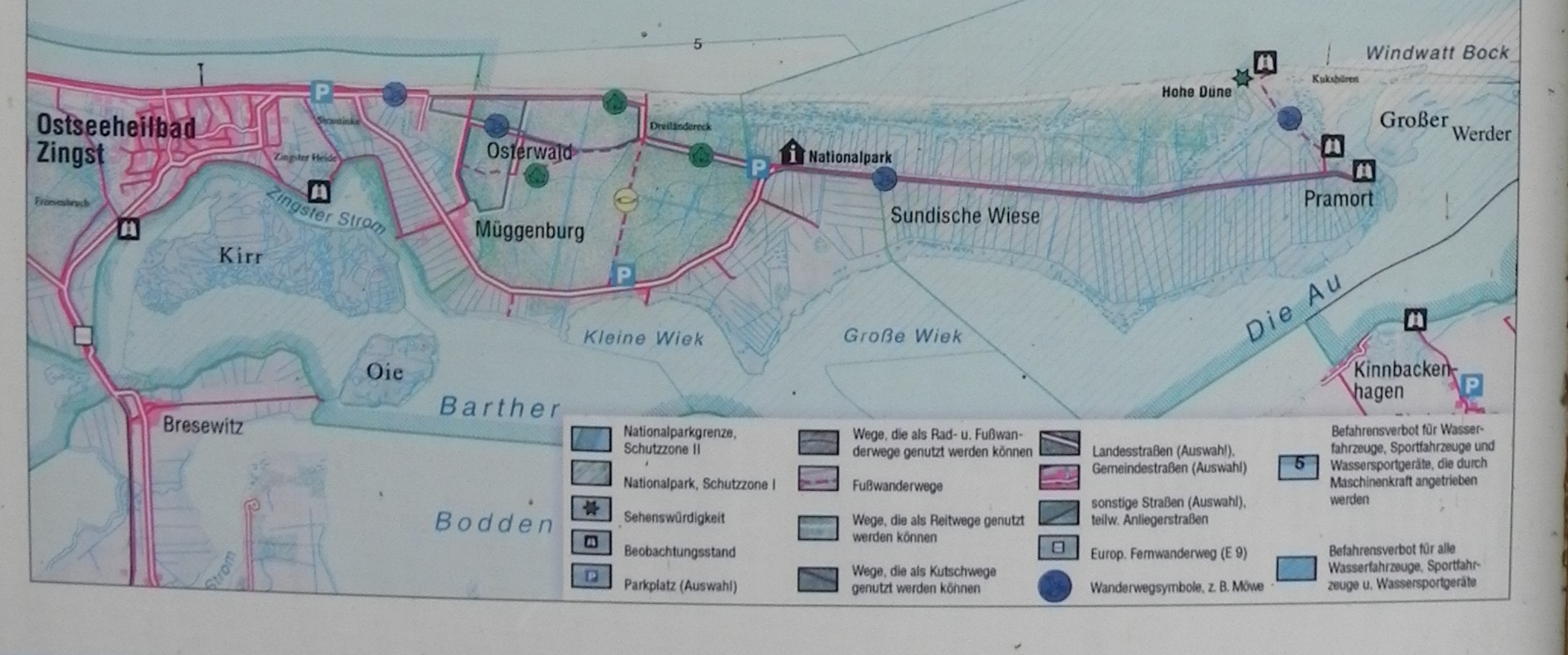
Übersichtskarte der Sundischen Wiesen (Foto von 2010)

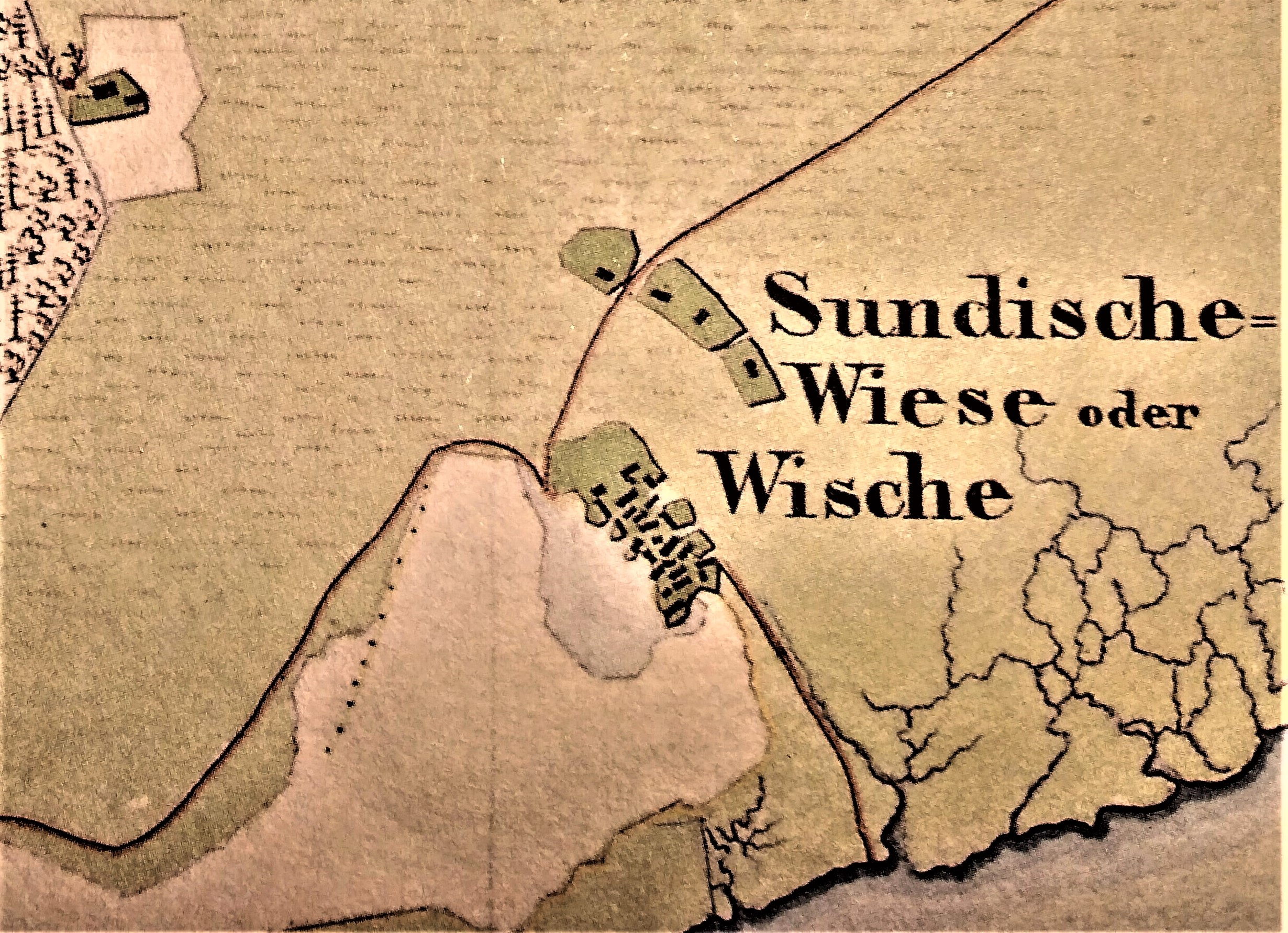
Sundische Wiese, Kalkbrennerei Gewerbegebiet um 1835

Die Sundischen Wiesen oder auch die Sundische Wiese bilden den östlichen Teil der Halbinsel Zingst im Landkreis Vorpommern-Rügen. Der Name bezeichnet die „Stralsundischen Wiesen“, nach der Stadt Stralsund, dem ehemaligen Besitzer der Flächen.

## Geografie
Die Sundischen Wiesen liegen zwischen dem Osterwald im Westen, Pramort an der östlichen Spitze, der Ostsee im Norden und der Grabow im Süden. Sie haben eine Ost-West-Ausdehnung von etwa acht Kilometern und eine Nord-Süd-Ausdehnung von etwa einem Kilometer. Die Sundischen Wiesen zeichnen sich nördlich der Fahrstraße nach Pramort durch karge, sandige Böden aus. Diese Fläche wurde früher militärisch genutzt und wird seit der Auflösung des Militärstandortes auf Zingst renaturiert, sodass sich eine Heidelandschaft bilden konnte. Teilweise wird das Areal nun in eine Sumpflandschaft umgewandelt. Die südlich der Fahrstraße liegenden Feuchtwiesen wurden entwässert und werden als Weiden landwirtschaftlich genutzt.

## Geschichte

### Besiedlung
Die Sundischen Wiesen wurden erstmals als Besitz der Hansestadt Stralsund im Jahre 1290 erwähnt. Einige Quellen besagen, dass das Kloster Hiddensee die Wiesen der Stadt geschenkt hatte. Um die Mitte des 17. Jahrhunderts hatten sich die ersten Familien hier angesiedelt. Es entstanden die Siedlungen Pramort und „Bey den Häusern“. Die Siedlung Pramort entstand im äußersten Osten der damaligen Insel, während „Bey den Häusern“ beim heutigen „Schloss Sundwiesen“ zu finden war. Durch die kargen Böden konnte das Gebiet landwirtschaftlich kaum genutzt werden, die Bewirtschafter wechselten in kurzen Abständen. Den Schwedischen Besitz der Halbinsel bis 1815 zeigen die Matrikelkarten, sie charakterisieren das Gebiet als „starres Gras und Röhricht“ und „morastige Weiden voll von Wasserlöchern“.
Im 19. Jahrhundert wird eine Kalkbrennerei des Besitzer C. Kaecker um 1866 mit einer großen Anzahl von Schuppen erwähnt. Im Bereich des Wiesenhofes beschäftigte sie die 159 Inselbewohner. Ein Ziegler aus Cölpin, Friedrich Schmidt, wohnte 1909 noch vor Ort. Die Messtischblätter des 20. Jahrhunderts zeigen die Kalkbrennerei nicht mehr. Ebenfalls zum Ende des Jahrhunderts kam die militärische Nutzung des Gebietes, die fast hundert Jahre dauern sollte. Die Abgeschiedenheit und die Dünen als Kugelfang eigneten sich gut für die Zweckbestimmung. Im Jahr 1895 fanden hier erstmals Schießübungen des preußischen Militärs statt:
Ein noch nie erlebtes Schauspiel entwickelte sich in den letzten Tagen der vergangenen Woche auf unserem stillen Eilande. Es wurden die diesjährigen Schießübungen des Infanterie-Regimentes Nr. 42, Prinz Moritz von Anhalt-Dessau, Stralsund,... abgehalten, ... es steht abzuwarten, dass sich gleiche Übungen in den nächsten Jahren hier wiederholen werden. Barther Wochenblatt, 12. Juli 1895

1902 kaufte der Baron von Klot-Trautvetter die Sundischen Wiesen der Stadt Stralsund für 310.000 Mark ab, um dort ein Jagdhaus zu errichten. Ein Chronist berichtet, dass der Baron nach einem schweren Sturm in der Neujahrsnacht 1903/04 sein Haus fluchtartig verließ. Er verkaufte seinen Besitz gewinnbringend für 1.100.000 Mark an den preußischen Grafen von Eulenburg, der darauf spekulierte, von einer Fährverbindung durch einen Inseldurchstich nahe der Straminke profitieren zu können. Nebenher erhöhte er den Pachtzins für das karge Land, so dass 16 Bauern ihre nun unrentablen Höfe aufgeben mussten. Als sich das Fährprojekt zerschlug, musste von Eulenburg nach dem Ersten Weltkrieg das Land an den Berliner Zeitungsverleger Rudolf Mosse verkaufen. Dieser plante, auf den Wiesen Nesselpflanzen für die Papierproduktion anzubauen, bedachte allerdings nicht, dass die Fasernessel auf sandigen Böden schlecht gedeiht. Nachdem auch dieses Vorhaben gescheitert war, erwarb der Hüttenbaron Hugo Stinnes aus dem Ruhrgebiet das gesamte Gelände östlich von Zingst, um mit dem Abholzen sämtlicher Waldflächen große Gewinne zu erzielen. Erst mit der Enteignung des Gebietes 1923 zugunsten der Berliner Siedlergemeinschaft „Neuland AG“ schien sich eine solide Nutzung durchzusetzen. Im Rahmen eines staatlichen Siedlungsprogramms wurden die Wiesen entwässert und neue bis 1936 fünfundzwanzig Bauernhöfe errichtet.

Karte von 1893

Liste der Häuser und Bauernhöfe von 1923 bis 1937 (West nach Ost, einschl. Pramort)
- Waldesheim, Anton Otkor
- Fährhaus, Adolf Othold
- Schloss Sundhof, Fam. Drewitz
- Waldhof, Fam. Keller
- Eichhof, Fam. Janßen
- Westhof, Fam. Tjardes
- Wiesenhof, Fam. Klemp (Schmidt)
- Kavelhof, Fam. Möller
- Südhof,  Fam. Völker
- Schule, Fam. Witzke
- Holzkoppelhof, Fam. Sühr
- Deichwohnhaus, Fam. Oldenburg
- Rehhof, Fam. Gerhard
- Dünenhof, Fam. Häuser
- Feldhof, P. Stark
- Mühlenhof, Fam. Drägert
- Mittelhof, Fam. Kock
- Lübkehof, Fam. Lau
- Osthof, Fam. Jeske
- Bauhof, Fam. Homeyer
- Ellerhof, Fam. Lübke
- Soothof, von Lüttickau (1922), Fam. Brüssow
- Dreschhof, Fam. Schutt
- Pramort, Fam. Jäckel und A. Schmidt

Am 30. Juni 1937 wurden die Bewohner der obigen Liste mit einer Abfindung zwangsumgesiedelt. Einige Bauern wurden nach Grabowhöfe umgesiedelt. Dort starben ihre Rinderherden, die Brackwasser zu saufen gewöhnt waren. Es entstanden persönlich Wertverluste die nicht ausgeglichen wurden.

### Militärische Nutzung von 1937 bis 1945
Ende der Zwanziger Jahre versuchte der Leiter des Darßer Forstamtes, die Sundischen Wiesen in einen zu schaffenden Nationalpark Darß-Zingst mit einzubeziehen. Es gelang 1934 sogar, den damaligen Reichsforst- und Reichsjägermeister Hermann Göring von der Idee zu begeistern. Doch der neu aufgebauten Luftwaffe fehlte ein Bombenabwurf- und Schießgelände. Das ursprünglich vorgesehene Gebiet bei Parow und Hohendorf war erstklassiges Ackerland, und so fiel die Wahl auf die Sundischen Wiesen. In Zingst entstand ein Militärstandort und in den Wiesen ein Flakschießstand, ein Flugplatz und ein Bombenabwurfsgelände. Die leeren Bauernhöfe in den Sundischen Wiesen dienten als Abwurfziele.

### Zivile Nutzung nach 1945
Nach dem Zweiten Weltkrieg wurden die Sundischen Wiesen und auch der Pramort wiederbesiedelt. Doch die landwirtschaftliche Nutzung war nun auch noch durch die militärischen Altlasten sehr schwierig. Die ab 1945 zurückkehrenden Bewohner fanden allein 14.000 Bombentrichter, die durch Bombenabwurftests der Luftwaffe entstanden waren. So wurde erneut über die Bildung eines Nationalparkes nachgedacht. Allerdings wurde zunächst der landwirtschaftlichen Nutzung Vorrang eingeräumt. Bereits in den 1950er Jahren nutzte eine Landwirtschaftliche Produktionsgenossenschaft den südlichen Bereich der Sundischen Wiesen hauptsächlich für die Tierzucht. 1964 wurde die LPG in das Volkseigene Gut „Zingst-Darß“ mit Sitz in der Siedlung Müggenburg umgewandelt, das sich auch mit der Nerzzucht beschäftigte. Zur Nutzung des Graslandes für Viehfutter entstand das größte Grünfuttertrocknungswerk der DDR. Auf den Grasflächen weideten bis zu 10.000 Jungrinder. Es wurde intensiv gedüngt. Alle drei bis fünf Jahre wurde das Land umgebrochen und neues Gras ausgesät. Das ehemalige Jagd- und Gutshaus wurde als Kinderferienlager genutzt.

### Militärische Nutzung von 1956 bis 1991
Nach 1945 unterhielt die Kasernierte Volkspolizei im Bereich der Hohen Düne bei Pramort einen Schießplatz. Nach Gründung der Nationalen Volksarmee (NVA) wurde das Gelände der nördlichen Sundischen Wiesen wieder als Flak-Schießplatz genutzt. Auch der Südteil wurde militärisches Sperrgebiet, konnte aber weiter landwirtschaftlich genutzt werden. Auf dem Übungsplatz wurden zwischen 1970 und 1992 auch diverse Experimente mit Höhenforschungsraketen durchgeführt. Im Gegensatz zur NS-Zeit wurde eine Umsiedlung der Bewohner nicht durch Zwang bewerkstelligt, sondern durch Einschränkung der Lebensbedingungen vorangetrieben. Erst 1988 verließ die letzte Bewohnerin Pramort. Der NVA-Truppenstandort bestand bis zum 31. Dezember 1990. Am 1. Oktober 1990 wurde der Nationalpark Vorpommersche Boddenlandschaft gegründet. Die Sundischen Wiesen wurden Teil der Schutzzone I (Kernzone). Die Fahrstraße zum Pramort wurde für Kraftfahrzeuge gesperrt. Die NVA baute eine Aussichtsplattform und wurde gezwungen, sich an diverse Umweltvorgaben zu halten. Nachdem das Flakausbildungszentrum der NVA aufgelöst worden war, entstand teilweise mit demselben Personal in Zingst eine Bundeswehrgarnison. Auch über eine Weiternutzung des Truppenübungsplatzes auf den Sundischen Wiesen wurde nachgedacht.

### Von 1991 bis heute
Zum Ende des Jahres 1991 gab die Bundeswehr den Standort an den Sundischen Wiesen auf. Am 31. Mai 1993 schloss auch die Kaserne in Zingst ihre Pforten. Nach Schließung des Standortes wurden alle militärischen und auch landwirtschaftlichen Gebäude bis auf das ehemalige Wachgebäude, das jetzt als Informationseinrichtung des Nationalparkes dient, zurückgebaut. Die Wiesen werden extensiv weiter als Weideland genutzt. Die Rinder weiden hier von Mai bis November. Düngung, Mahd und Umbruch sind eingestellt. Im Herbst wird der gesamte Bereich vom Nachmittag bis zum Morgen für den allgemeinen Besucherverkehr gesperrt, um eine Beunruhigung der hier rastenden Kraniche zu vermeiden. Zwischen 15 und 19 Uhr wird eine begrenzte Anzahl Besucher mit Führung durchgelassen. Das ehemalige Gutshaus wurde von dem Kieler Unternehmer Hans-Hermann Johnson erworben, der es am 17. Juli 1994 als Hotel „Schlößchen“ eröffnete.
Von 2009 wurde auf der Halbinsel ein neuer Seedeich gebaut. Er entstand in der Mitte der Halbinsel nördlich der alten Straße nach Pramort. Ab 2014 begann die Renaturierung der nördlich des Seedeichs gelegenen Gebiete der Halbinsel. Der alte Deich wurde hierzu an mehreren Stellen aufgeschlitzt, so dass Wasser in das Gebiet strömen konnte, frühere Schöpfwerke wurden zurückgebaut. Hier soll ein von jeder Nutzung freigehaltenes Gebiet aus Strandseen, Mooren, Röhrichten und Mischwald entstehen. Die alte Betonplattenstraße nach Pramort wurde aufgegeben. Auf dem neuen Deich entstand ein Radweg und neben dem Deich ein Wirtschaftsweg.

## Flora und Fauna
Die Landschaft der Sundischen Wiesen lässt sich in drei Gebiete einteilen, die Ostseeküste mit dem dahinter liegenden Dünenfeld, die Renaturierungsfläche, jetzt Besenheide, nördlich der Fahrstraße und die Weidenflächen südlich der Fahrstraße mit der Boddenküste. Im Dünengebiet wachsen Pflanzen wie Strandhafer und Strandroggen mit ihren langen tiefgehenden Wurzeln, in den feuchten Spülsaumgebieten Salzkraut und Salzmiere. Im Gebiet nördlich der Fahrstraße dominieren Zwergsträucher wie Krähenbeere und Heidekraut. Vereinzelt gibt es Kiefernwäldchen. In den südlich liegenden Gebieten an der Boddenküste wachsen die Bodden-Binse, Flutstraußgras, Grasnelke, Queller und die Salzmiere.
Im Bereich der Sundischen Wiesen und den umliegenden Uferbereichen rasten während der Vogelflugzeit neun der vierzehn bekannten Gänsearten und 35 verschiedene Küstenvogelarten. Ganzjährig heimisch ist hier die Lachmöwe. Auch der Rotmilan ist in den Sundischen Wiesen anzutreffen. Von den hier durchziehenden Regenpfeifern dürfte der Goldregenpfeifer der häufigste sein. Auch Säbelschnäbler, Alpenstrandläufer und Kampfläufer bevölkern die Wiesen. Vom benachbarten Pramort ist auch der Kranichzug von Tausenden Vögeln zu beobachten.

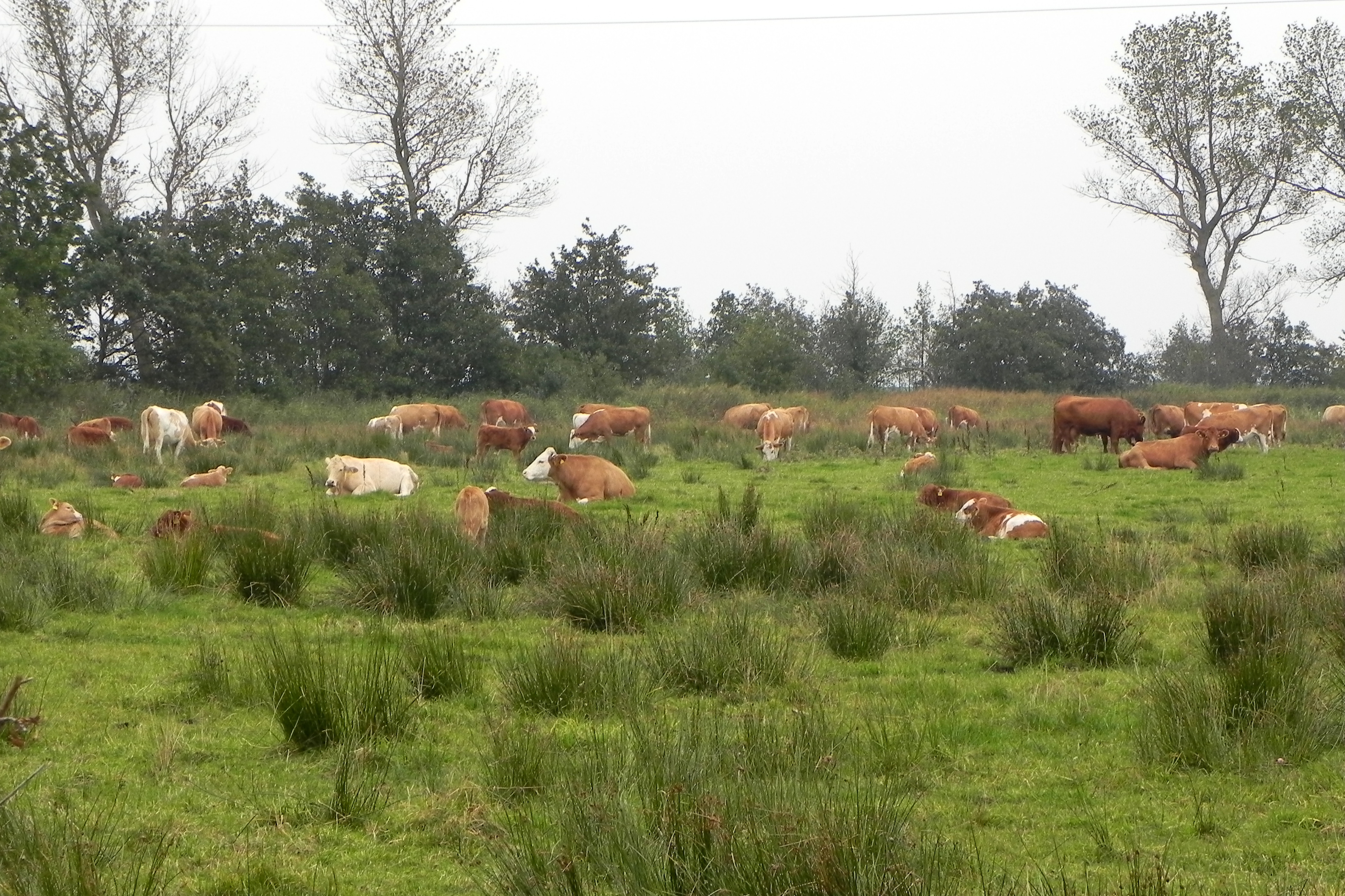
Weidende Rinder in Extensivhaltung
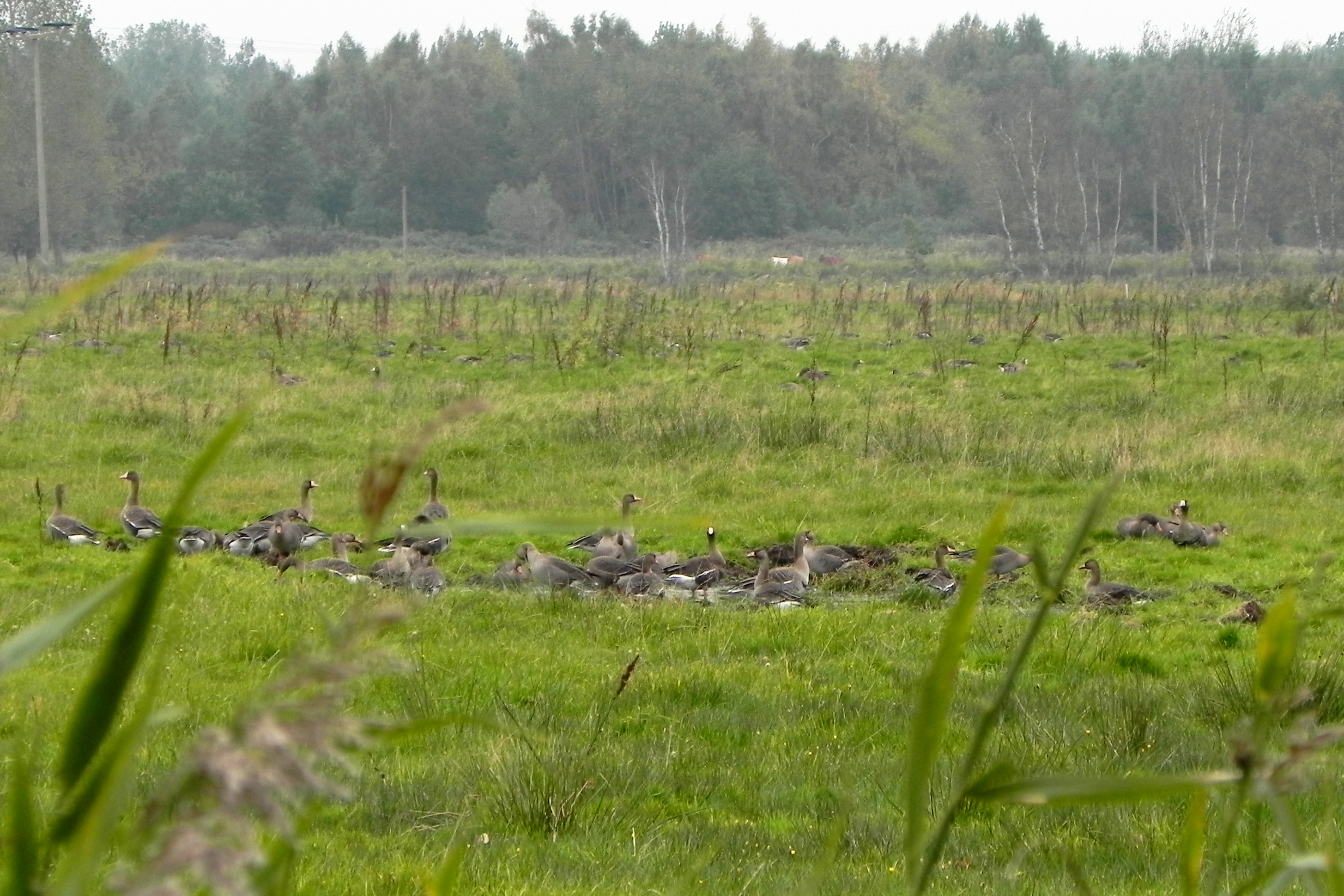
Wildgänse rasten auf den Wiesen
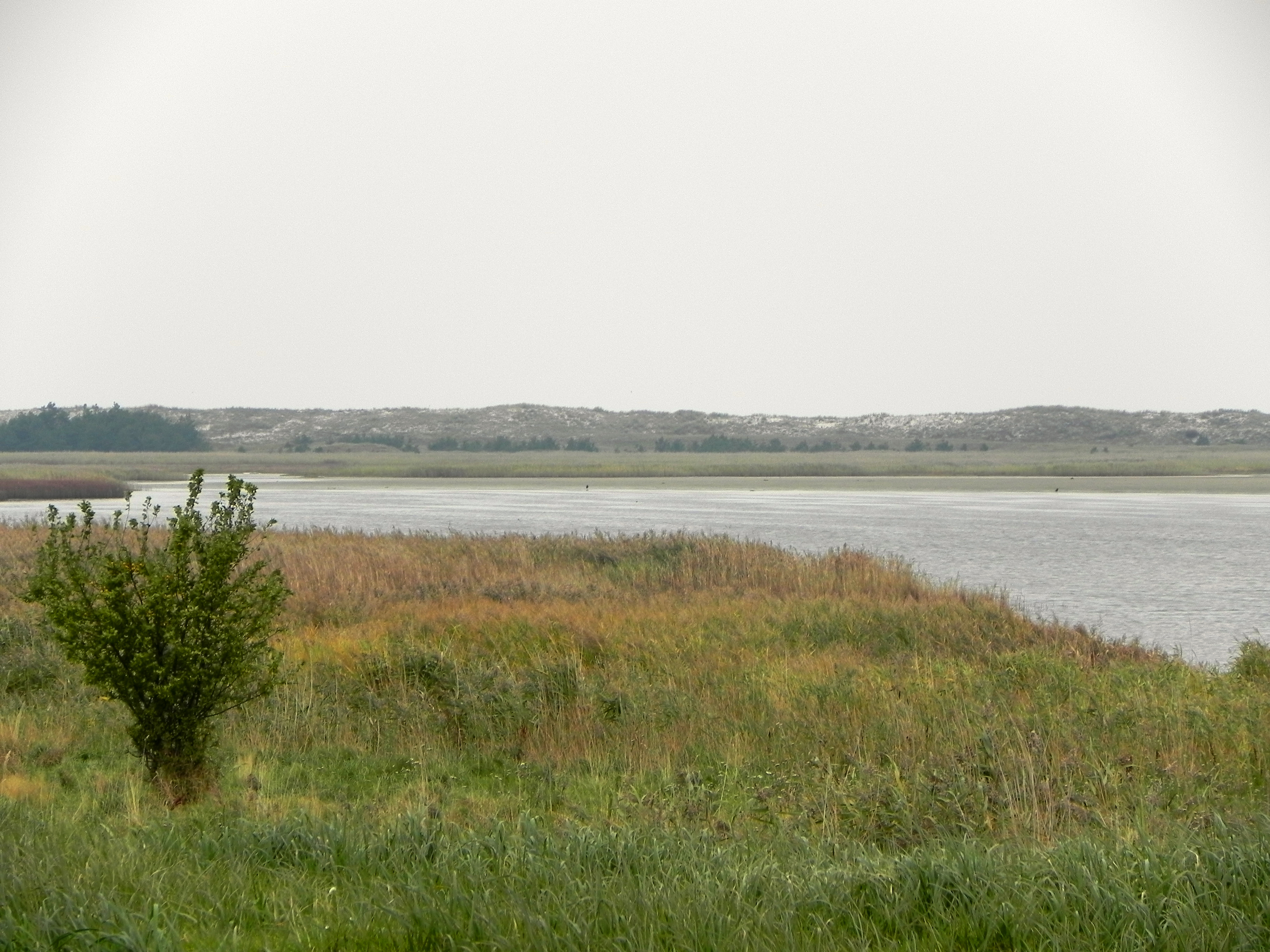
Blick auf die „Hohe Düne“
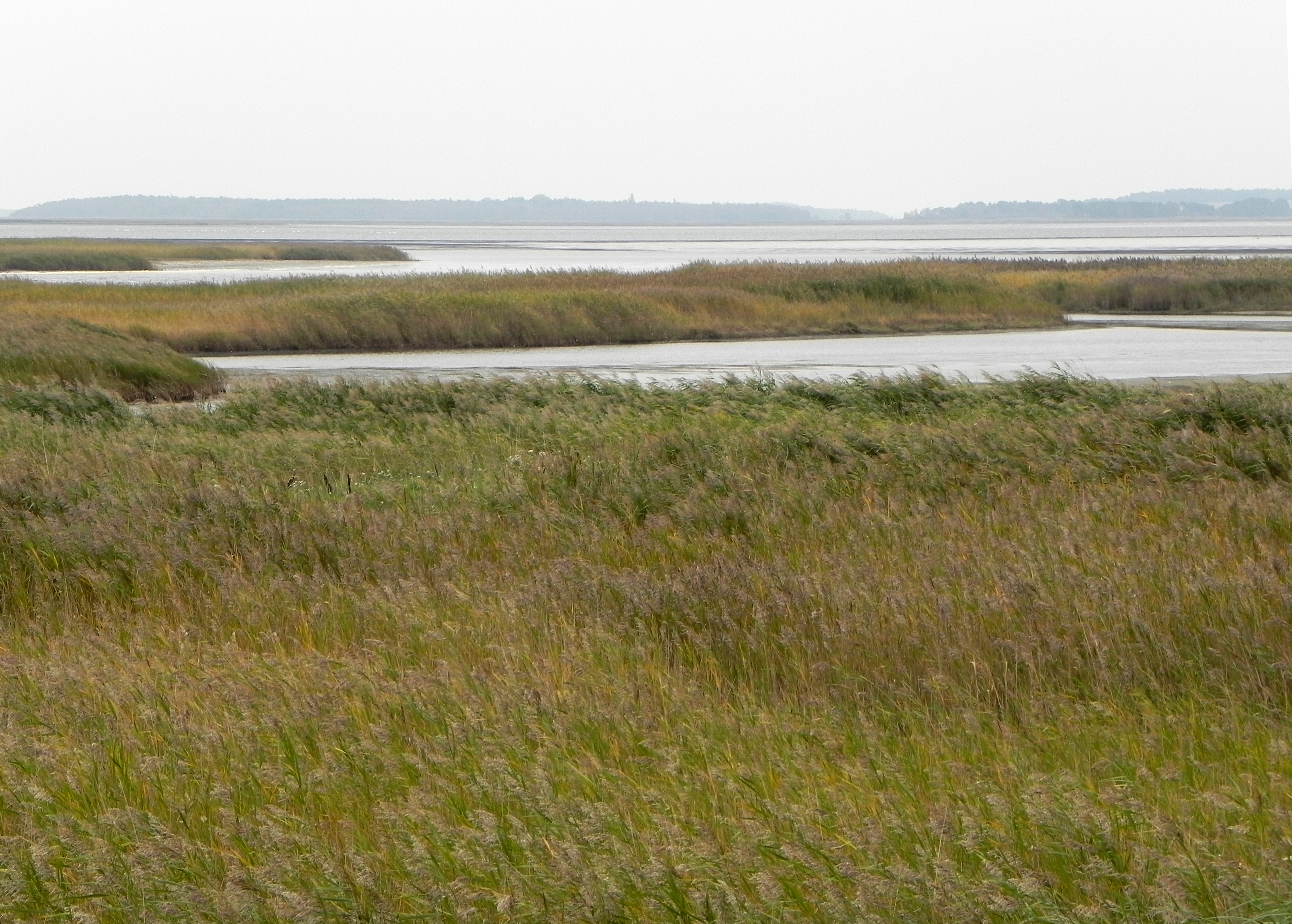
Blick vom Pramort über die Grabow
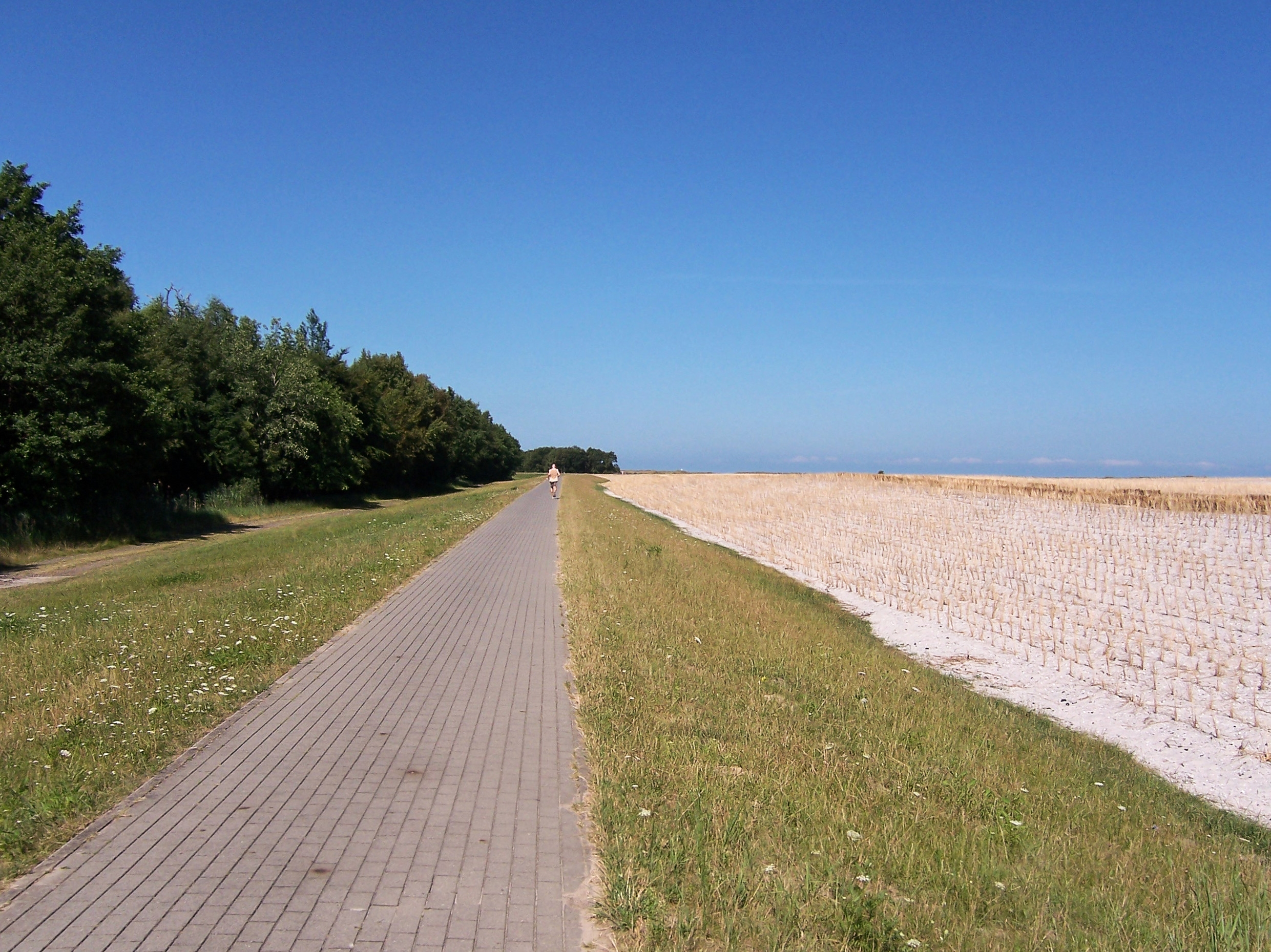
Der Deich vor kurz vor Beginn des Nationalparks